# Littleton (North Carolina)
Littleton is een plaats (town) in de Amerikaanse staat North Carolina, en valt bestuurlijk gezien onder Halifax County.

## Demografie
Bij de volkstelling in 2000 werd het aantal inwoners vastgesteld op 692.
In 2006 is het aantal inwoners door het United States Census Bureau geschat op 655, een daling van 37 (-5,3%).

## Geografie
Volgens het United States Census Bureau beslaat de plaats een oppervlakte van
2,5 km², geheel bestaande uit land. Littleton ligt op ongeveer 118 m boven zeeniveau.

## Plaatsen in de nabije omgeving
De onderstaande figuur toont nabijgelegen plaatsen in een straal van 28 km rond Littleton.